# Léon Carvalho

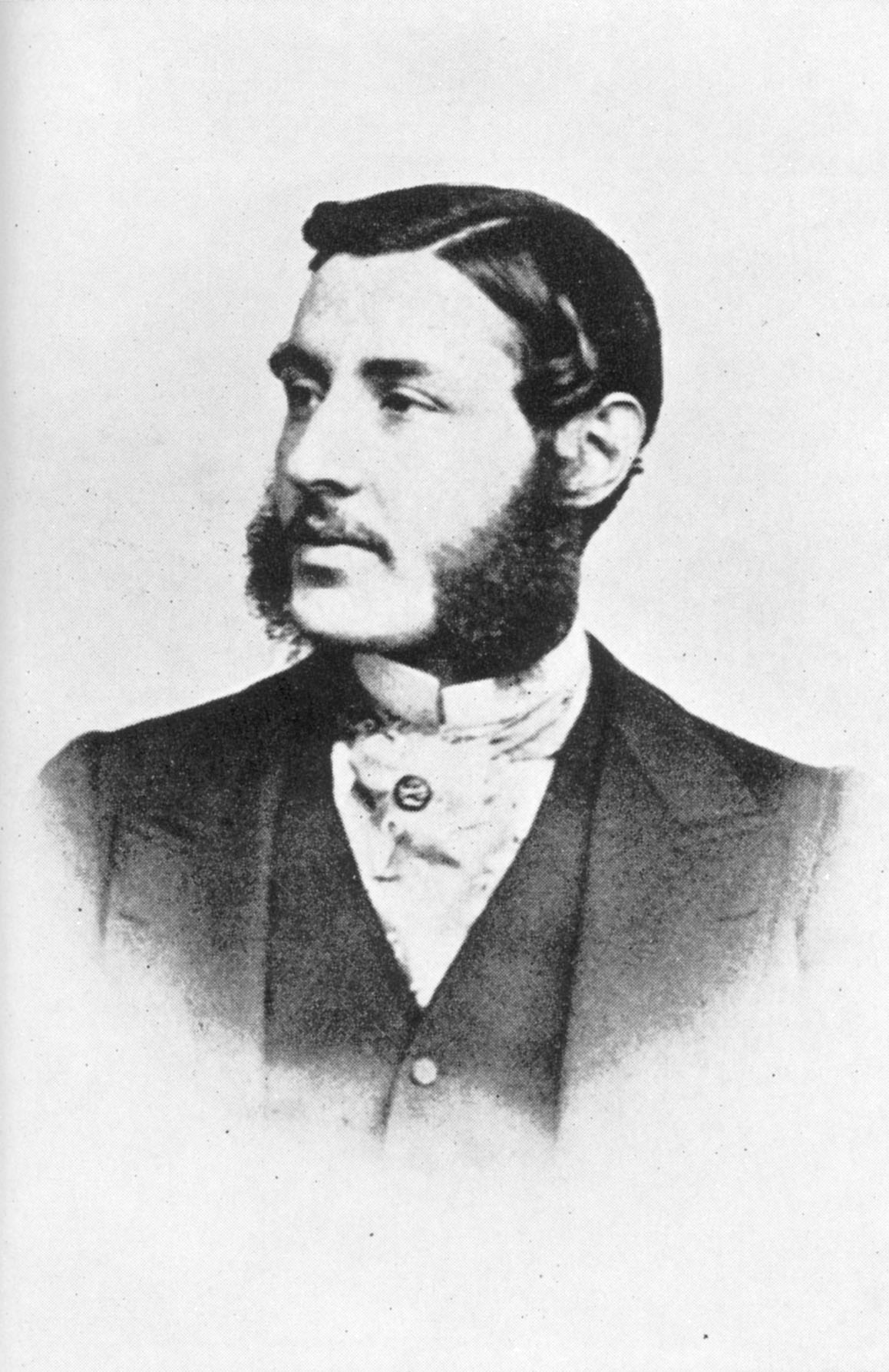
Léon Carvalho

Léon Carvalho (Léon Carvaille; * 18. Januar 1825 in Port Louis, Mauritius; † 29. Dezember 1897 in Paris) war ein französischer Sänger und Operndirektor.

## Leben
Carvalho studierte am Conservatoire de Paris und war von 1850 bis 1855 Sänger (Bariton) an der Opéra-Comique. Hier lernte er die Sängerin Marie Miolan kennen, die er 1853 heiratete. 1856 übernahm er die Leitung des Théâtre-Lyrique. 1868 übernahm er zudem das Théâtre de la Renaissance, ging jedoch im gleichen Jahr bankrott und verlor beide Stellen.
Von 1872 bis 1874 leitete Carvalho das Théâtre du Vaudeville, für das er u. a. Bizets Bühnenmusik L’Arlésienne zu Alphonse Daudets gleichnamigem Schauspiel in Auftrag gab, das 1872 uraufgeführt wurde. Ab 1876 war er Direktor der Opéra-Comique. Unter seiner Leitung fanden hier u. a. die Uraufführung von Offenbachs Hoffmanns Erzählungen, Delibes’ Lakmé, Massenets Manon und Chabriers Le roi malgré lui statt.
Am 25. Mai 1885 brach an der Opéra-Comique, verursacht durch einen Defekt in der Beleuchtung, während einer Aufführung von Ambroise Thomas’ Oper Mignon ein verheerender Brand aus, der mehr als einhundert Todesopfer forderte. Carvalho wurde für das Unglück verantwortlich gemacht und zu einer Haft- und Geldstrafe verurteilt, im Berufungsverfahren jedoch freigesprochen.
Ende 1890 erhielt er erneut die Leitung der Opéra-Comique, wo er unter anderem Alfred Bruneaus L'attaque du moulin und Massenets Sapho (nach Alphonse Daudet) zur Uraufführung brachte. Carvalho wurde als Ritter der Ehrenlegion ausgezeichnet.